# The Shondes
The Shondes sind eine Band aus New York City, USA.
Ihr Musikstil vereint jüdische Einflüsse mit radikalen politischen Aussagen. Die Band ist außerdem für Auftritte bei Benefizkonzerten in den USA bekannt.

## Geschichte
Die Band entstand 2006, zunächst mit dem Gitarristen Ian Brannigan. Er wurde Ende 2008 durch Fureigh abgelöst. Nach zwei Demo-EPs veröffentlichten The Shondes mit The Red Sea 2008 ihr Debüt-Album und gingen auf USA-Tour. 2010 erschien das zweite Album, My Dear One. Eine geplante siebenwöchige Europatournee im selben Jahr wurde aufgrund der Krebserkrankung des Violinisten Elijah Oberman abgesagt. 2011 erschien das dritte Album Searchlights und die Band ging von 2011 bis Mai 2012 auf USA-Tournee.

## Diskografie

### Alben
- 2008: The Red Sea (Selbstverlag)
- 2010: My Dear One (Fanatic Records)
- 2011: Searchlights (Exotic Fever Records)
- 2013: The Garden
- 2016: Brighton

### EPs
- 2010: Lines & Hooks +3
- 2016: Brighton B-Sides

### Demos
- 2006: Demo 1
- 2007: Demo 2